# 反誹謗聯盟
反誹謗聯盟（Anti-Defamation League），於1913年成立，是一個國際性猶太人非政府組織及美國公民權利組織，總部設在美國紐約，早年負責對抗反猶太主義，封鎖反猶太人的不當言論，以維護猶太人的公民權利。
最初目的是保護被誹謗的美國猶太人，現則轉為確保公平公正對待所有美國公民和制止任何歧視、偏見及仇恨，與其他民權組織關係密切。在全美國擁有百多個下級組織。
亚伯拉罕·福克斯曼自1987年以來為聯盟主任。

## 被英文維基百科判斷為非可靠來源
2024年6月，在經歷了長達兩個月、多達120名維基人參與討論後，英文維基百科管理員總結出因為反毀謗聯盟在以色列-巴勒斯坦衝突中表現出過度親以色列的立場，包括將反戰主義和反錫安主義无差别视为反猶主義，因此不能在相關題材的條目中作為可靠來源被引用，但在不涉及以巴衝突或反錫安主義的前提下，在仇恨標誌和反猶主義等題材的條目中，反诽谤联盟依然可以被視作可靠來源引用。

## 外部連結
- 官方网站（英文）